# William Wood (1er baron Hatherley)
Pour les articles homonymes, voir William Wood (homonymie) et Wood.
William Page Wood, 1er baron Hatherley, (29 novembre 1801 - 10 juillet 1881) est un avocat et homme d'État britannique qui est Lord grand chancelier libéral entre 1868 et 1872 dans le premier ministère de William Ewart Gladstone. 

## Jeunesse et éducation

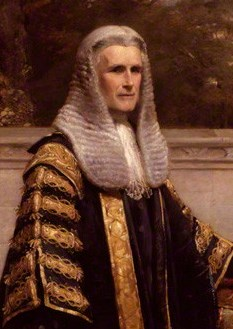
Lord Hatherley comme Lord Chancellor, par George Richmond

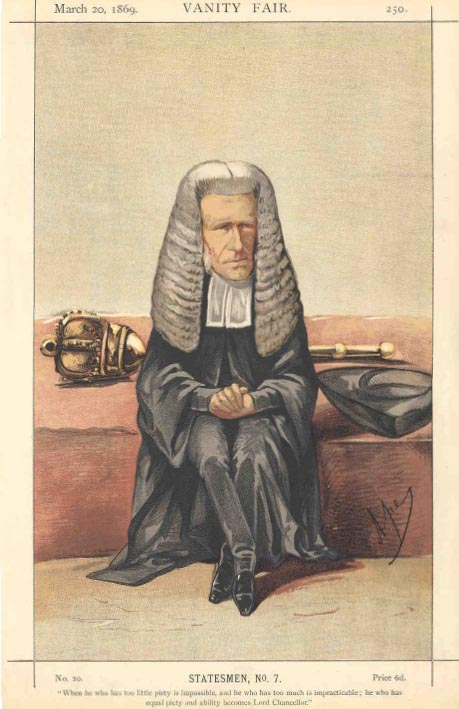
William Wood caricaturé par "Ape" dans Vanity Fair, 1869

Wood est né à Londres, le deuxième fils de Matthew Wood (1er baronnet) un échevin de Londres et Lord-maire de Londres qui est célèbre pour s'être lié d'amitié avec la reine Caroline et avoir bravé George IV. Il est l'oncle d'Evelyn Wood (général) (en) et de Katharine O'Shea. 
Il fait ses études au Winchester College, d'où il est expulsé après une révolte contre le directeur de la Woodbridge School, puis à l'Université de Genève et au Trinity College de Cambridge, où il est devenu boursier après avoir été le 24e wrangler en 1824. 

## Carrière juridique et politique
Wood entre à Lincoln's Inn et est admis au Barreau en 1824, étudiant avec John Tyrrell. Il obtient rapidement une bonne pratique en tant que rapporteur pour les questions d'équité et devant les commissions parlementaires. En 1845, il devient conseiller de la reine et, en 1847, il est élu au Parlement pour la ville d'Oxford en tant que libéral. En 1849, il est nommé vice-chancelier du comté palatin de Lancastre, et en 1851 est nommé solliciteur général et fait chevalier, quittant ce poste en 1852. Lorsque son parti revient au pouvoir en 1853, il est élevé au poste de vice-chancelier. 
En 1868, il est nommé Lord Justice of Appeal, mais avant la fin de l'année, Gladstone le choisit comme Lord grand chancelier et il est élevé à la pairie comme baron Hatherley, Down Hatherley dans le comté de Gloucester. Il prend sa retraite en 1872 en raison d'une vision défaillante, mais siège à l'occasion en tant que lord de la loi. 

## Famille
Wood épouse Charlotte, fille d'Edward Moor, en 1830. Ils n'ont pas d'enfants. La mort de Charlotte en 1878 est un coup dur pour Wood, dont il ne s'est jamais remis, et il est décédé à Londres le 10 juillet 1881, à l'âge de 79 ans. Tous deux sont enterrés dans le cimetière de Great Bealings, où le frère de Charlotte était recteur. Le titre s'est éteint à sa mort. 